# Bremer Rat
Der Bremer Rat (Rath der Stadt) war in Bremen das Gremium, welches die kommunalen Belange von Bremen, dann der Kayserlichen Freyen Reichs- und Hansestadt Bremen seit dem Mittelalter bestimmte.
Aus der Ratsherrschaft der mittelalterlichen Ständegesellschaft ist der Senat der Freien Hansestadt Bremen hervorgegangen.

## Geschichte

### Der Rat im Mittelalter

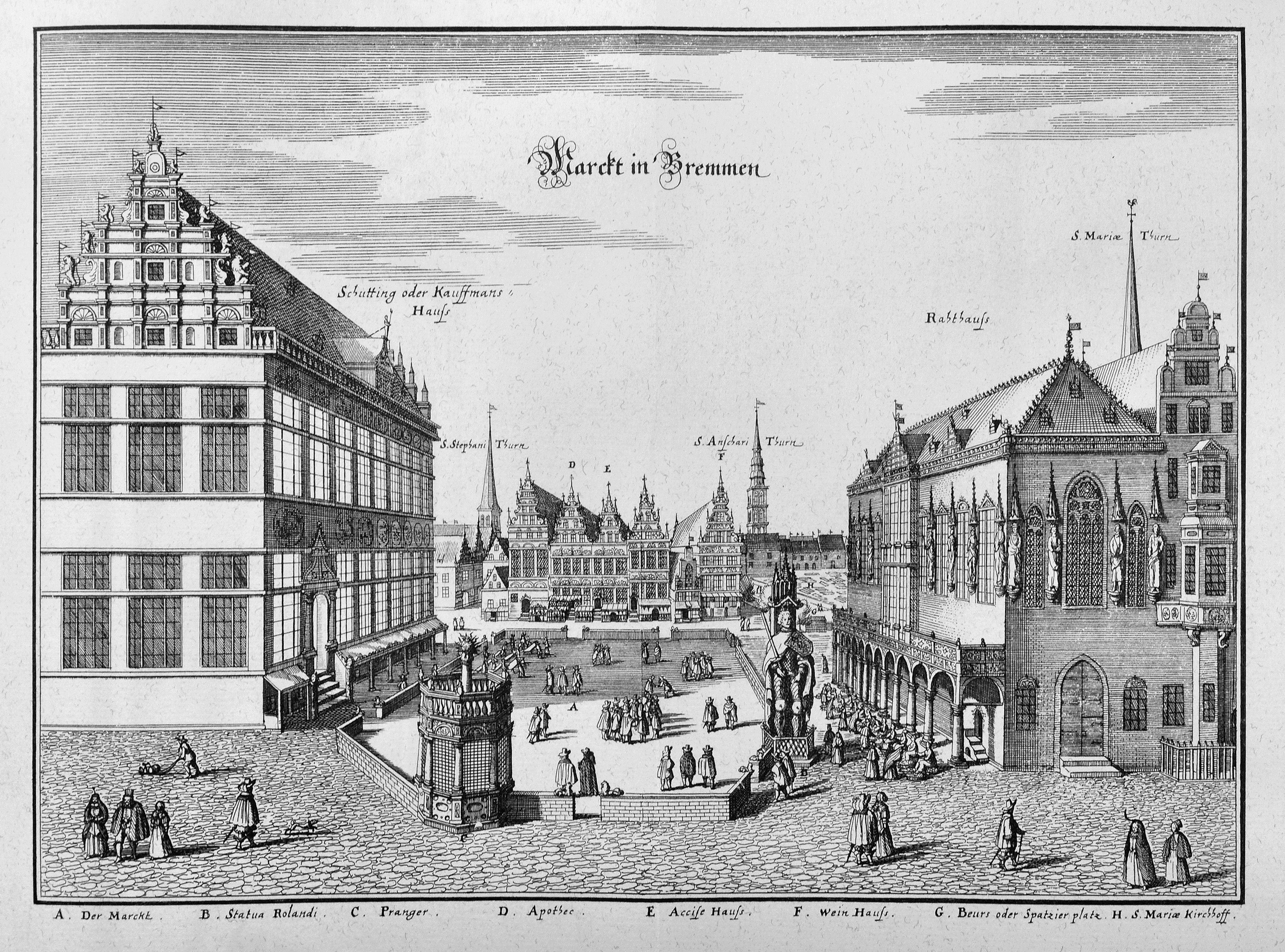
Marckt in Bremmen, Stich aus Matthäus Merians Topographia Saxoniae Inferiori (1653)

#### Vom Bürgerausschuss zum Rat
Seit dem 12./13. Jahrhundert entwickelte sich in Bremen der Rat, der die kommunalen Interessen gegenüber dem Stadtherren, dem Bistum Bremen bzw. Erzbistum Bremen (auch als Erzstift bezeichnet) vertrat. Er war zudem Schlichter bei den Streitigkeiten der Bürger.
1139 wurde Bremen vom Bischof als civitas genannt. 1157 wurde von einem Bürgerausschuss als Interessenvertreter der Stadt berichtet, der 1158 unter Vermittlung von Kaiser Friedrich I. Barbarossa Streitigkeiten ausräumte. 1186 verbriefte Friedrich I. im Gelnhauser Privileg das erste bürgerliche Gesetz, dass nicht mehr die Kirche, sondern nur noch der Kaiser und der Senat Regierungsgewalt über die Stadt ausüben konnten. Bremen war nun formal freie Reichsstadt.
In einer Urkunde von 1206 fanden sich Regelungen für die „burgenses“ (Bürger) durch das Erzstift, die einem Bürgerausschuss angehörten, einem Vorgänger des Ratskollegiums. 1220 beschlossen 16 Geschworene (noch nicht Ratsherren) einen Vertrag der Gemeinde mit den Rüstringer Friesen. 1225 schlossen dann erstmals in einer Urkunde consules, also Ratsherren, einen Vertrag mit den Harlingern. Diese ersten namentlich bekannten Ratsherren waren Alardus de Wunestorpe, Heinricus de Borken, Walterus Ottonis filius, Heinricus de Verda, Rodolfus Osterlandi filius, Ludolfus de Nienburg und Luderus de Riden. Seit 1230 beurkundete und siegelte der Rat in allen Gemeindeangelegenheiten.

#### Vogt und Gohgrefe
Der Stadtvogt repräsentierte den Erzbischof und war etwa seit 1260/80 nur noch eine reine Gerichtsinstanz. Mit zunehmender Schwäche des Erzbischofs im 12. Jahrhundert wurden die Rechte des Stadtvogts zurückgedrängt, und im Vogtgericht wurden die im Rat gesprochenen Urteile nur noch bestätigt.
Seit 1335 konnte der Rat Einfluss auf die Wahl der Gohgrefen (Richter) für die Gogerichte in den ländlichen bremischen Gohen ausüben.

#### Ein Rat der Besitzenden
Mitte des 11. Jahrhunderts konnten von den Bürgern, den Einwohnern ohne Bürgerrecht (oft Fuhrleute, Tagelöhner, Träger, Stadtarme etc.) und den Geistlichen nur die vermögenden Bürger und Geistlichen auch Ratsherren werden. Noch während des 13. Jahrhunderts erfolgte auch der Ausschluss der Handwerker vom Ratsherrenamt.
Anfänglich wurden die Ratsherren in den vier Kirchspielen (Vierteln) Unser Lieben Frauen, St. Ansgarii, St. Martini und St. Stephani von den Bürgern gewählt. Der Einfluss der vermögenden Oberschicht war aber schon entscheidend. Es entwickelte sich bald eine Selbstergänzung der Ratsherren aus den Familien, die gelegentlich durch Gemeindewahlen unterbrochen wurde. Die Ratsherren nahmen ihr Amt zumeist lebenslang wahr. Unruhen und Aufstände wie die Ratsfehde von 1304/1305, der Bannerlauf von 1365/66, der Aufstand der 104 Männer von 1532 und 1562, als bei der Reformation ein Teil des Rates ausweichen musste, durchbrachen diesen üblichen Weg.

#### Wahlvoraussetzungen
1330 einigten sich der amtierende Rat, die Wittheit und die Gemeinde, also alle drei verfassungsgemäßen Organe der Stadt, über die Voraussetzungen, die ein Ratsherr erfüllen musste:
- Er musste frei geboren sein.
- Das Mindestalter betrug 24 Jahre.
- Besitz eines Grundstücks in der Stadt mit einem Wert von mindestens 32 Mark.
- Beim Amtsantritt musste er eine Mark zum Abtrag der städtischen Rentenschuld beitragen.
- Unterhaltung eines Pferdes im Wert von drei Mark für die Stadt.
- Ein standesgemäßes Leben musste er führen.
- Als Zunftmeister musste er während seiner Zeit als Ratsherr die Ausübung seines Handwerks aufgeben.[2][3]

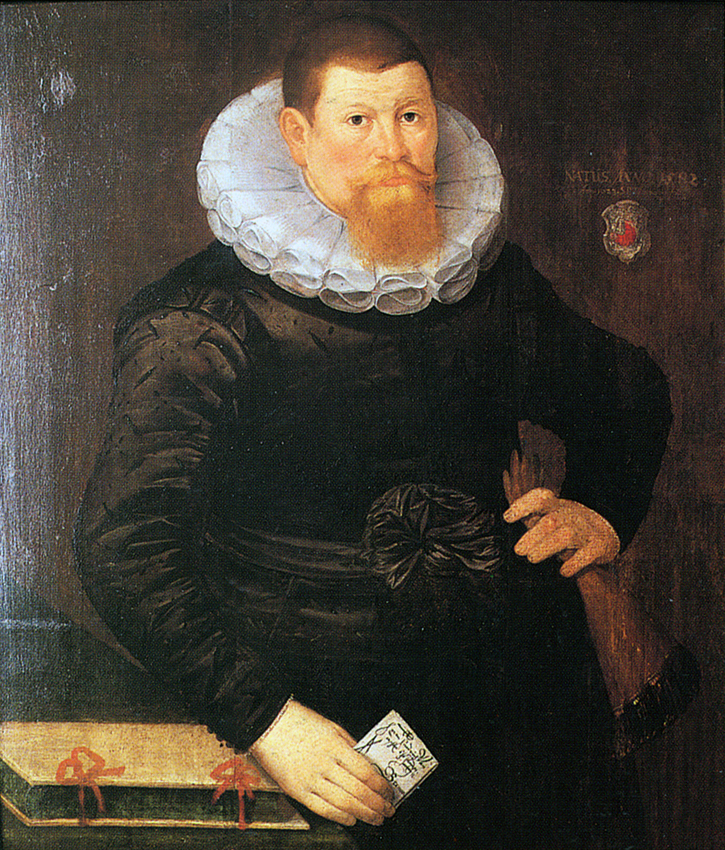
Ratsherr Heinrich von Aschen (1582–1654), gemalt 1645 von Simon Peter Tileman

#### Anzahl
Bis 1288 kamen aus jedem der vier Kirchspiele drei Ratsherren. Also gab es 12 Ratsherren, die in der Regel wiedergewählt wurden. Von 1289 bis 1304 gab es 14 Ratsherren. 1303 hatten alle 14 Ratsherren eine Niederlegung des Stadtrechtes vereinbart und dabei 16 weitere Bürger als mene Stad aus den 16 Stadtvierteln in die Kodifikation einbezogen.
Seit 1304 gab es deshalb 36 Ratsherren, jeweils neun aus jedem Viertel. Davon waren 12 im Eide, also für drei Jahre im ausübenden Amt. Sie wurden als das amtierende Ratsdrittel bezeichnet. Alle Ratsherren zusammen bildeten die Wittheit (nicht zu verwechseln mit der Wittheit zu Bremen von 1924). Beim Ausscheiden eines der zumeist lebenslang gewählten Ratsherren wählten dessen Kollegen den Nachfolger.
Kurzfristig wuchs 1330 die Wittheit auf 114 Mitglieder an, von denen jeweils 38, also ein Drittel, amtierten.
1359 gab es aber wieder 36 Ratsherren, von denen 12 das regierende Ratsdrittel waren. In Bremen lebten um diese Zeit 15.000 Einwohner.

#### Zusammensetzung
Zunächst waren nach 1305 im Rat die Zünfte noch privilegiert. Zunehmend gewann aber die Oberschicht den entscheidenden Einfluss auf die Zusammensetzung des Rates.
Die 1330 festgelegten Voraussetzungen für die Wahl in den Rat hatten zur Folge, dass Handwerker und weniger Vermögende von der Ratsfähigkeit ausgeschlossen wurden. Die meisten Ratsherren waren zunächst Grund- und Rentenbesitzer und Kaufleute. Eine kleine, vermögende, aber labile Oberschicht von etwa 30 Familien beherrschte die wirtschaftlichen Grundlagen der Stadt.
Der „Aufstand der 104 Männer“ durch die unterprivilegierten kleinen Handwerker und breitere Schichten wurde 1532 niedergeschlagen. Aber es wurden nun auch wieder viele Elterleute zu Ratsherren der Stadt gewählt.
Seit dem 15. Jahrhundert wurden auch akademisch ausgebildete Juristen zu Ratsherren bestimmt.

#### Bürgermeister seit 1344
An der Spitze des regierenden Ratsdrittels stand seit 1344 der Bürgermeister. Seit 1398 gab es vier Bürgermeister und 20 Ratsherren, je fünf aus jedem der vier Viertel. Die Hälfte der Ratsherren waren amtierende Ratsherren. Die Neuwahl der Ratsherren erfolgte durch ein Gremium, bestehend aus vier Ratsherren, einer aus jedem Viertel. Schied ein Bürgermeister aus, wurde sein Nachfolger aus dem Ratsviertel des Ausgeschiedenen gewählt.

#### Ämter
Aus dem Jahr 1398 sind in dem sogenannten Ratsdenkelbuch verschiedene Officien (Ämter) dokumentiert, die von den Ratsherren ausgeübt wurden – da es sich hier um eine Neuaufteilung handelte, gab es diese Posten vermutlich bereits vor Ende des 14. Jahrhunderts. Die Ausübung der Ämter war mit der Organisation und Kontrolle verschiedener kommunaler Aufgaben verbunden. Die Zuteilung der Posten erfolgte nach dem Prinzip der Seniorität und war mit teilweise einträglichen Einnahmen verbunden.
Die meisten Ämter wurde an je zwei Ratsherren zur Zeit vergeben, die sich die Aufgabe teilten und gegenseitig beaufsichtigten:
- die Siegelherren verwahrten das große Stadtsiegel,
- die Schottherren hatte die Aufsicht über das Zeughaus und die Erhebung des Schoßes (einer Vermögenssteuer),
- die Mauerherren waren für die Instandhaltung und den Ausbau der Stadtbefestigungen verantwortlich,
- die Stallherren beaufsichtigten den Marstall, in dem die Pferde und Kutschen des Rates untergebracht waren,
- die Weinherren führten den Ratskeller,
- die Fischherren beaufsichtigten das Fischerei- und Fährwesen der Stadt,
- die Blutherren nahmen als Beisitzer an Verhandlungen der Hohen Gerichtsbarkeit (schwerer Straftaten) teil,
- die Hansegreven führten das Bürgerbuch.

Darüber hinaus hatten zwei Ratsherren das Kämmereramt inne, zwei waren für die Tresekammer zuständig, zwei beaufsichtigten das St.-Jürgen-Gasthaus, einer das St.-Gertruden-Gasthaus und einer das St.-Remberti-Hospital.

#### Das Rathaus

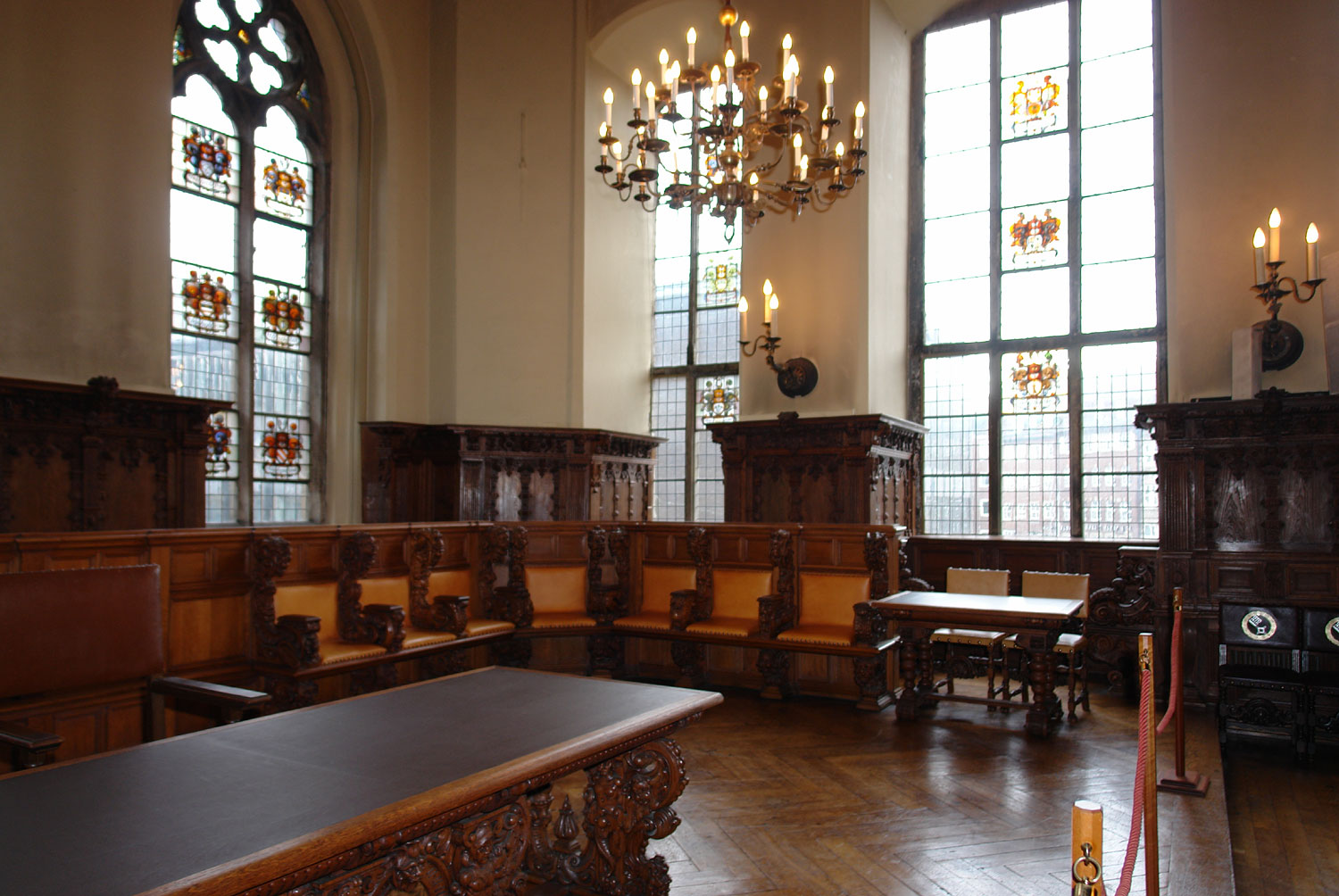
Das alte Ratsgestühl in der Oberen Rathaushalle

Bereits 1251 wurde für den Rat ein Rathaus als domus consulum erwähnt, welches an der Ecke Sögestraße und Obernstraße stand. Um 1400, auf dem Höhepunkt der städtischen Entwicklung, wurde ein neues Rathaus geplant und 1405–1410 als gotischer Saalgeschossbau erbaut. Es waren Bürgermeister Johann Hemeling, die Ratsherren Friedrich Wigger und Hinrich von der Trupe, die Baumeister Salomon und Martin sowie die Steinbildhauer Johannes und Henning, die für die Durchführung dieses gotischen Rathauses verantwortlich zeichneten.

### Von 1426 bis 1810

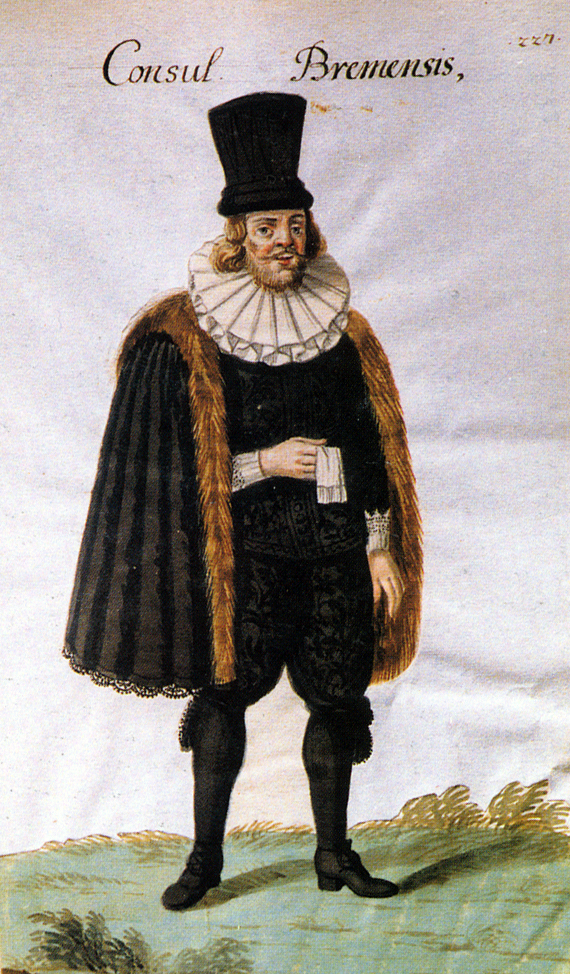
Bremer Ratsherr, Aquarell aus der Renner-Chronik (17. Jahrhundert)

Außenpolitische Misserfolge (u. a. Verlust des Territoriums in Friesland), Finanznot und Streit in der Oberschicht führten 1424 bis 1426 zu erzwungenen Rücktritten des Rates. 1424 wurde deshalb Bürgermeister Herbort Duckel gestürzt und musste fliehen. Ein neuer Rat mit zwei Bürgermeistern (u. a. Johann Vasmer, wegen Hochverrats 1430 unberechtigt enthauptet) und 12 Ratsherren wurde gewählt, von denen jeweils die Hälfte für ein halbes Jahr amtierte.
Duckel trug entscheidend zur endgültigen Durchsetzung der Vorherrschaft der alten und wohlhabenden Familien in Bremen ab 1433 bei, indem er die Hanse (Ausschluss) wie auch den Kaiser (Reichsacht) gegen den Rat nach 1426 aufbringen konnte. Der alte Zustand vor 1426 mit vier Bürgermeistern und nun 24 Ratsherren, jeweils zu gleichen Teilen aus jedem der vier Kirchspiele, wurde wiederhergestellt. Die Hälfte der Ratsherren amtierte für ein Jahr. Bei den Bürgermeistern wurde deshalb bis 1852/53 in die vier Linien unterschieden.
Über mehrere Jahrhunderte blieb es nun bei dieser Aufteilung. Lediglich beim Aufstand der 104 Männer von 1532 und während der Reformationsstreitigkeiten von 1562, als ein Teil des Rates ausweichen musste, waren kurzzeitige Veränderungen wirksam.
Während der Bremer Franzosenzeit von 1810 bis 1813 war Wilhelm Ernst Wichelhausen als Maire einziger Bürgermeister von Bremen.

#### Isen, ein Festessen der neuen Ratsherren
Das Isen (für das Eis aufbrechen ) war ein bremischer Brauch, der ab dem 14. Jahrhundert bis zum Ersten Weltkrieg überliefert ist. Es bezeichnete ein (Fest-)Essen, das jeder neugewählte Ratsherr auf eigene Kosten für den Rat der Stadt auszurichten hatte.

### Nach 1813 bis 1849
Seit 1813 setzte sich statt Ratsherr die Bezeichnung Senator durch, auch wenn es bis 1821 noch heißt „Ein Hochedler Hochweiser Rath“ und danach schlicht „Der Senat“. Auch nach 1813 bestand der Rat aus vier Bürgermeistern und 24 Senatoren.
Von 1815 bis 1866/71 war der Senat die Regierung des souveränen Stadtstaates Freie Hansestadt Bremen. Bis 1848 versuchte die Gemeinde den Senat durch den Bürgerconvent und die Elterleute in Bremen (Vorsteher der Kaufleute) zu kontrollieren. Seit 1816 ergänzte der Senat sich nicht mehr durch eigene Entscheidungen, sondern die Bremische Bürgerschaft musste beteiligt werden. Je vier Vorschlagsherren aus dem Senat und aus der Bürgerschaft schlugen drei Kandidaten vor, aus dem dann der Senat den Senator auswählte.
Jeder Ratsherr oder dann Senator hatte die Entscheidung oder die Aufsicht für eine Fülle von Teilbereichen wie Auswärtiges, Steuern, Stadtmilitär, Gerichte, Zensur, Zucht- und Werkhaus, Armen- und Gesundheitswesen, Stiftungen, Münzen, Ratskeller, Sparkasse (seit 1824), Bürgerweide, Wasserrad, Bibliothek, Archiv, Stadttheater, Schulen, Post, Landgebiete und Landherrnamt, Häfen und Häfen in Bremerhaven. Für einige Bereiche wurden auch Deputationen eingesetzt.

### Von 1849 bis 1918
Nach der Revolution von 1848/49 wählten nach der Bremer Verfassung von 1849 Senat und Bürgerschaft gemeinsam zwei Senatoren und zehn Bürgerschaftsabgeordnete zu Wahlmännern, die drei Vorschläge für ein Senatorenamt bestimmten, von denen Senat und Bürgerschaft dann gemeinsam einen als Senator auswählten. Die Regierung bestand nun aus zwei Bürgermeistern und 24 Senatoren, davon acht aus dem Gelehrtenstand (davon fünf Juristen) und fünf aus dem Kaufmannsstand. Richter gehörten nunmehr nicht mehr dem Senat, sondern einem Richterkollegium an.
1852, nach der Revolution, wurde durch ein neues Senatswahlgesetz bestimmt, dass die Bürgerschaft und der Senat je fünf Wahlmänner bestimmten. Diese zehn Wahlmänner wählten aus fünf Kandidatenvorschlägen der Bürgerschaft drei Kandidaten, aus denen dann der Senat den neuen Senator wählte. Der Senat bestimmte die beiden Bürgermeister, von denen jeder vier Jahre im Amt blieb. In der Regel wurden die Bürgermeister regelmäßig wiedergewählt. 1854 wurde nach der Verfassung die Zahl der Bürgermeister auf weiterhin zwei und die der Senatoren auf 16 festgelegt, von denen mindestens zehn Rechtsgelehrte und vier Kaufleute sein mussten. 1884 gab es kurzfristig nur 14 Senatoren. Senatoren mussten mindestens 30 Jahre alt sein und das Bremer Bürgerrecht haben. Frauen waren nicht wählbar.
→ Siehe auch: Bremische Bürgerschaft von 1854 bis 1933: Wahlergebnisse und Mitglieder

### Von 1918 bis 1933
Nach der Verfassung von 1920 bestand der Senat aus 14 Mitgliedern, die für unbestimmte Zeit gewählt wurden. Senatoren werden konnten Männer und Frauen, die für die Bürgerschaft wählbar waren und seit einem Jahr in Bremen wohnten. Es gab keine Frau, die das Amt innehatte. Senatoren durften keine andere Beschäftigung ausüben, lediglich Kaufleute konnten ihr Geschäft weiterführen. Der Senat wählte zwei Bürgermeister; einer davon war zudem Präsident des Senats.

### Von 1933 bis 1945
Aus dem Bürgermeister wurde in der Zeit des Nationalsozialismus der Regierende Bürgermeister. Die Bürgerschaft wurde aufgelöst. Nach dem Führerprinzip wurde die Regierung von Bremen vom Reichsstatthalter für Oldenburg/Bremen ernannt. Senatoren waren die Leiter eines Ressorts wie Wirtschaft, Finanzen, Bildung, Inneres, Arbeit, Technik und Wohlfahrt.

### Nach 1945

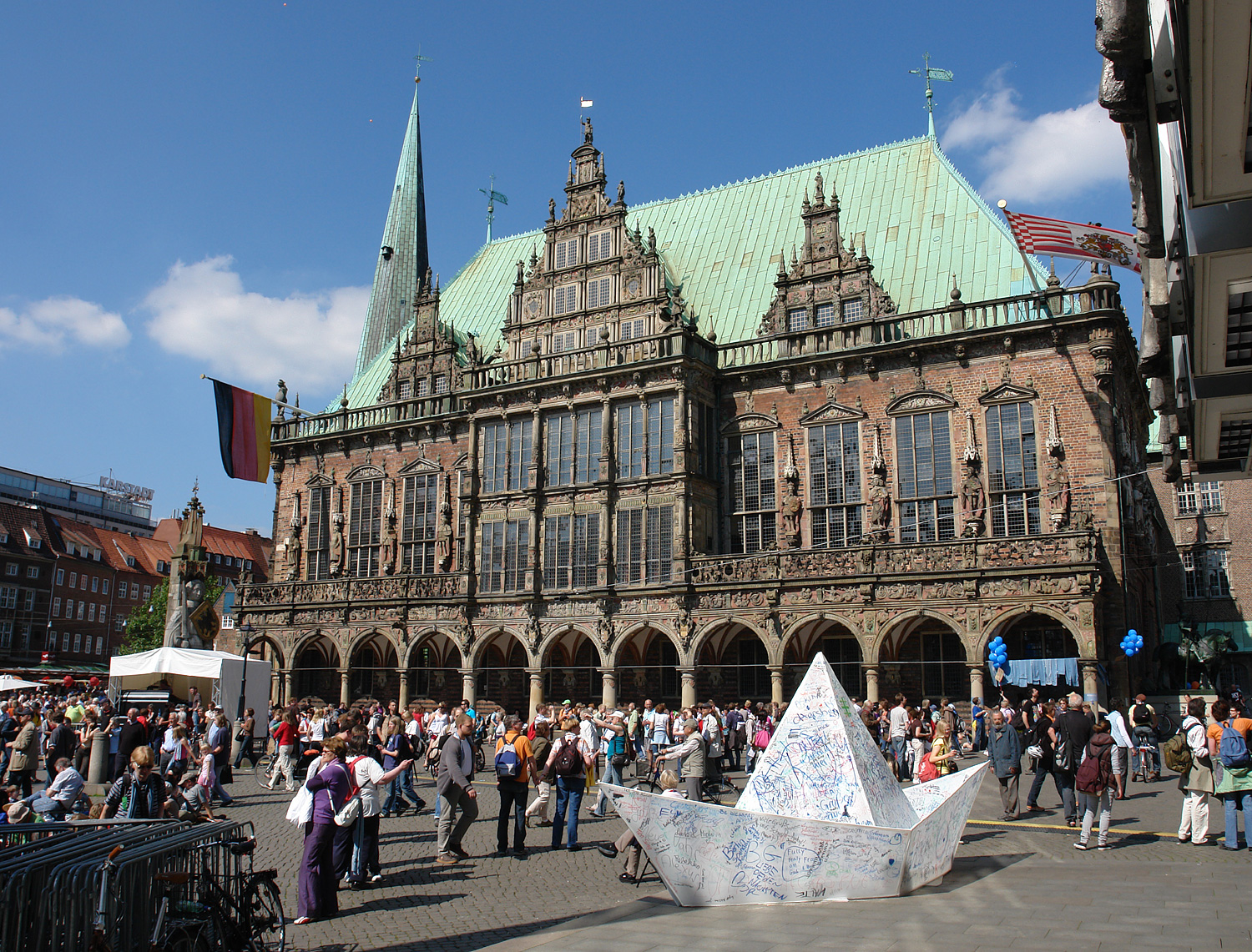
Bremer Rathaus

Es gab und gibt nach 1945 zwei Bürgermeister, einer davon als Präsident des Senats, der die Senatssitzungen leitet, der andere als sein Vertreter. 1945 wurde der Senat von der Militärregierung eingesetzt, danach von der Bürgerschaft gewählt und bis 1948 von der Militärregierung ernannt.
Die Senatsmitglieder werden nach Artikel 107 der Verfassung von 1947 von der Bürgerschaft für eine Legislaturperiode gewählt. Wählbar sind Bürger, die für die Bürgerschaft wählbar sind. Sie dürfen dann nicht mehr der Bürgerschaft angehören (Art. 108). Ein Vertrauensentzug für den Senat oder einzelne Mitglieder ist möglich (Art. 110). Die beiden Bürgermeister werden vom Senat gewählt (Art. 114). Der Präsident hat zwar formal keine Richtlinienkompetenz für die Regierung, die er aber politisch durchaus ausübt.
Der Ressortbezug der Senatoren blieb nach 1945 bestehen für u. a. die Bereiche Justiz/Verfassung, Inneres/Sport, Finanzen, Wirtschaft, Häfen/Schifffahrt/Verkehr, Bauwesen, Arbeit, Wohlfahrt bzw. Soziales, Schulen bzw. Bildung, Wissenschaft und Kultur, Gesundheit sowie zeitweise auch für politische Befreiung, Wohnungswesen, Ernährung und Landwirtschaft, Außenhandel und später dann für Frauen und für Umwelt. Der Ressortbezug wechselte häufiger.
Der Senat wurde seit etwa 1947 getragen von Koalitionen der Parteien in der Bürgerschaft: SPD/BDV – SPD/CDU/FDP – SPD/FDP – nur SPD von 1971 bis 1991 –SPD/FDP/Grüne – SPD/CDU – SPD/Grüne.
Nach 1945 wurden Frauen als Senatorinnen gewählt. Erste Senatorin in Bremen war ab 1945 Käthe Popall (KPD), erste Bürgermeisterin seit 1967 Annemarie Mevissen (SPD).
Die Zahl der Senatoren schwankte zwischen sieben und dreizehn. Im Senat waren wenige – besonders von 1945 bis 1951 – parteilose Senatoren vertreten. Einige Senatoren waren anfänglich auch unbesoldete Mitglieder im Senat.

## Kontrolle des Rates
Die Gemeinde, vertreten durch die vier Kirchspiele, waren im Mittelalter in der meenheit als Bürgerconvent organisiert.
Dann beanspruchten im 15. Jahrhundert die Elterleute in Bremen (olderlude), als Vorsteher der Kaufleute die Vertretung der bremischen Bürger zu sein. Die bremische Kaufmannschaft war schon ab dem 12. Jahrhundert (1186, Gelnhauser Privileg) als politische Körperschaft anerkannt. Sie beriet den „Rath“ der Stadt bei ihren Handelsabkommen.
In der Neuen Eintracht, seit 1534 in der verfassungsmäßigen Ordnung als Bremer Stadtrecht, wurde in § 18 festgelegt, dass der Rat Vertreter aus der meenheit, den Kaufleuten und den Zünften (Ämtern) zur Beratung einladen könne. Dieser Bürgerconvent tagte unregelmäßig und selten, bis 1810 getrennt in den vier Kirchspielen.

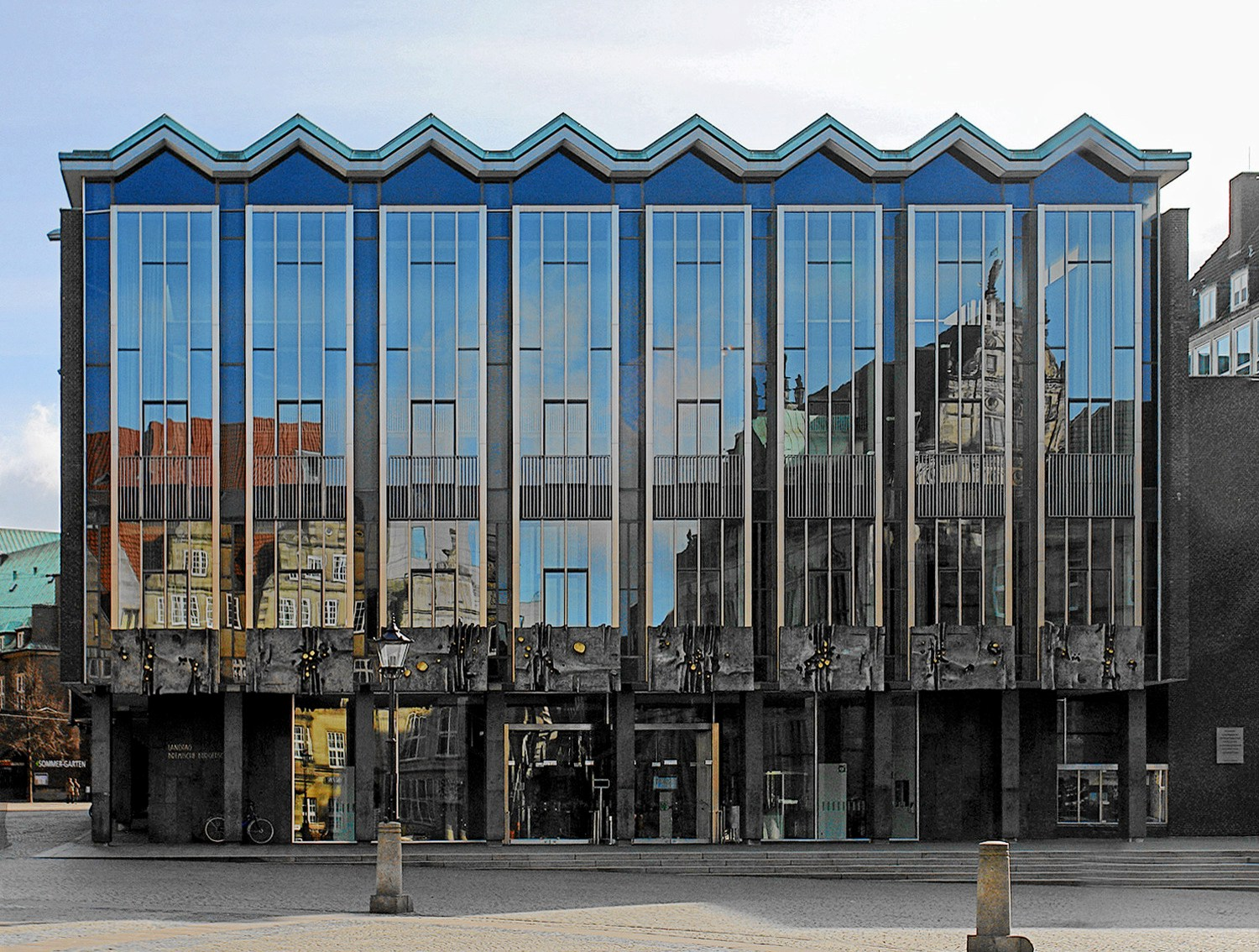
Haus der Bürgerschaft am Bremer Marktplatz

Erst nach der Franzosenzeit tagte der Convent regelmäßig und nahm nun entscheidender am Gesetzgebungsverfahren und an der Finanzverwaltung teil. Einzelne Bereiche wurden in den Deputationen behandelt. Die Elterleute der Kaufleute hatten bis 1848 dabei den entscheidenden Einfluss.
Seit 1848/49 gibt es die demokratisch legitimierte Bremische Bürgerschaft als Landesparlament von Bremen, die den Senat kontrolliert, was erst auf Grund des allgemeinen, unmittelbaren, freien, gleichen und geheimen Wahlrechts in der Zeit von 1920 bis 1933 und seit 1946 umfänglich gelingen konnte.

## Bezeichnungen des Rates
Im 16. bis 18. Jahrhundert findet sich in den Urkunden die Bezeichnung „Wohl-Edler Hochweiser Rath der Kayserl. Freyen Reichs-Stadt Bremen“, wobei auch die Schreibweise Raht vorzufinden ist. Manche Urkunden beginnen auch mit Bürgermeister und Rath der Kayserl. Freyen Reichs-Stadt Bremen. Koster berichtet auch in seiner Chronik aus dem 17. Jahrhundert vom Senatus, wenn er von Rat berichtet.